# Lacertinae
Lacertinae is een niet langer erkende onderfamilie van hagedissen uit de familie echte hagedissen (Lacertidae). 

## Geslachten
Tot de groep werden de volgende geslachten gerekend:
- Algyroides
- Australolacerta
- Dalmatolacerta
- Hellenolacerta
- Darevskia
- Dinarolacerta
- Iberolacerta
- Lacerta
- Parvilacerta
- Podarcis
- Takydromus
- Teira
- Timon
- Zootoca